# Alaya Brigui
Alaya Brigui (Susa, 1º gennaio 1992) è un ex calciatore tunisino, di ruolo centrocampista.

## Caratteristiche tecniche
Di ruolo centrocampista, nasce come esterno destro, ma all'occorrenza può fare anche il terzino.

## Carriera
Nato a Tunisia, inizia a dare i primi calci ad un pallone nel Étoile du Sahel, la squadra locale della sua città. Nel 2012 viene promosso in prima squadra da Mondher Kebaier che lo fa esordire nel pareggio per 1-1 contro lo Sfaxien, segnando anche la sua prima rete.
Dopo un'esperienza biennale al Ben Guerdane, il 13 gennaio 2022 si trasferisce a titolo definitivo all'Al Akhdoud, tuttavia nell'estate successiva fa ritorno all'Étoile du Sahel.
Il 1º gennaio 2024 si ritira ufficialmente dal calcio giocato.

## Statistiche

### Presenze e reti nei club
Statistiche aggiornate al 1º gennaio 2024.
| Stagione               | Squadra                | Campionato             | Campionato | Campionato | Coppe nazionali | Coppe nazionali | Coppe nazionali | Coppe continentali | Coppe continentali | Coppe continentali | Altre coppe | Altre coppe | Altre coppe | Totale | Totale |
| Stagione               | Squadra                | Comp                   | Pres       | Reti       | Comp            | Pres            | Reti            | Comp               | Pres               | Reti               | Comp        | Pres        | Reti        | Pres   | Reti   |
| ---------------------- | ---------------------- | ---------------------- | ---------- | ---------- | --------------- | --------------- | --------------- | ------------------ | ------------------ | ------------------ | ----------- | ----------- | ----------- | ------ | ------ |
| 2011-2012              | Étoile du Sahel        | L1                     | 6          | 0          | CT              | 1               | 0               | CCL                | 0                  | 0                  | -           | -           | -           | 7      | 0      |
| 2012-2013              | Étoile du Sahel        | L1                     | 13+5       | 1          | CT              | 0               | 0               | CCL                | 0                  | 0                  | -           | -           | -           | 18     | 1      |
| 2013-2014              | Étoile du Sahel        | L1                     | 26         | 2          | CT              | 4               | 0               | CCL                | 0                  | 0                  | -           | -           | -           | 30     | 2      |
| 2014-2015              | Étoile du Sahel        | L1                     | 22         | 3          | CT              | 4               | 0               | CCL                | 0                  | 0                  | -           | -           | -           | 26     | 3      |
| 2015-2016              | Étoile du Sahel        | L1                     | 28         | 9          | CT              | 2               | 0               | CCL                | 3                  | 0                  | SC          | 1           | 0           | 34     | 9      |
| 2016-2017              | Étoile du Sahel        | L1                     | 10+10      | 1          | CT              | 2               | 0               | CCL                | 10                 | 0                  | -           | -           | -           | 32     | 1      |
| 2017-2018              | Étoile du Sahel        | L1                     | 17         | 0          | CT              | 2               | 0               | CCL                | 9                  | 1                  | -           | -           | -           | 28     | 1      |
| 2018-2019              | Étoile du Sahel        | L1                     | 4          | 0          | CT              | 1               | 0               | CdCC+CdC           | 3+1                | 0+2                | -           | -           | -           | 9      | 2      |
| 2019-2020              | Étoile du Sahel        | L1                     | 4          | 0          | CT              | 1               | 0               | CCL                | 3                  | 0                  | -           | -           | -           | 8      | 0      |
| nov. 2020-2021         | Ben Guerdane           | L1                     | 22         | 2          | CT              | 1               | 0               | -                  | -                  | -                  | -           | -           | -           | 23     | 2      |
| 2021-gen. 2022         | Ben Guerdane           | L1                     | 7          | 1          | CT              | 0               | 0               | CdCC               | 4                  | 0                  | -           | -           | -           | 11     | 1      |
| Totale Ben Guerdane    | Totale Ben Guerdane    | Totale Ben Guerdane    | 29         | 3          |                 | 1               | 0               |                    | 4                  | 0                  |             | 0           | 0           | 34     | 3      |
| gen.-giu 2022          | Al Akhdoud             | PD                     | 5          | 0          | CAS             | 0               | 0               | -                  | -                  | -                  | -           | -           | -           | 5      | 0      |
| 2022-2023              | Étoile du Sahel        | L1                     | 3+7        | 0          | CT              | 2               | 0               |                    | -                  | -                  | -           | -           | -           | 12     | 0      |
| 2023-gen. 2024         | Étoile du Sahel        | L1                     | 1          | 0          | CT              | 0               | 0               | CCL                | 1                  | 0                  | -           | -           | -           | 2      | 0      |
| Totale Étoile di Sahel | Totale Étoile di Sahel | Totale Étoile di Sahel | 156        | 16         |                 | 20              | 0               |                    | 30                 | 3                  |             | 1           | 0           | 207    | 19     |
| Totale carriera        | Totale carriera        | Totale carriera        | 190        | 19         |                 | 21              | 0               |                    | 34                 | 3                  |             | 1           | 0           | 246    | 22     |

## Palmarès

### Competizioni nazionali
- Campionato tunisino: 1

Étoile du Sahel: 2015-2016
- Coppa di Tunisia: 3

Étoile du Sahel: 2012, 2014, 2015

### Competizioni internazionali
- Coppa della Confederazione CAF: 2

Étoile du Sahel: 2015
- Coppa dei Campioni araba per club: 1

Étoile di Sahel: 2018-2019